# Porfírio Zeferino de Sousa
Porfírio Zeferino de Sousa war ein portugiesischer Offizier und Kolonialverwalter. Sousa war mehrmals amtsführender Gouverneur der Kolonie Portugiesisch-Timor.
Das erste Mal übernahm 1883 Capitão Sousa den Posten als Gouverneur amtsführend als Bento da França Pinto de Oliveira vom Amt zurücktrat, weil sein Sohn und ein Stiefkind an der Malaria gestorben waren. Noch im selben Jahr übernahm aber Francisco de Paula Luz die Amtsführung. 1889 wurde Sousa erneut amtsführender Gouverneur, als Nachfolger von Rafael Jácome de Andrade. 1890 übernahm, ebenfalls amtsführend, Cipriano Forjaz. Zunächst als Regierungssekretär, ab 1891 als Gouverneur.
1893 führte Major Sousa die Militärexpedition gegen das rebellierende Reich von Maubara. Als Forjaz 1894 abtrat, übernahm Sousa ein drittes und letztes Mal amtsführend den Posten des Gouverneurs, bis der neue Amtsinhaber José Celestino da Silva eintraf.